# Sünhalfélék

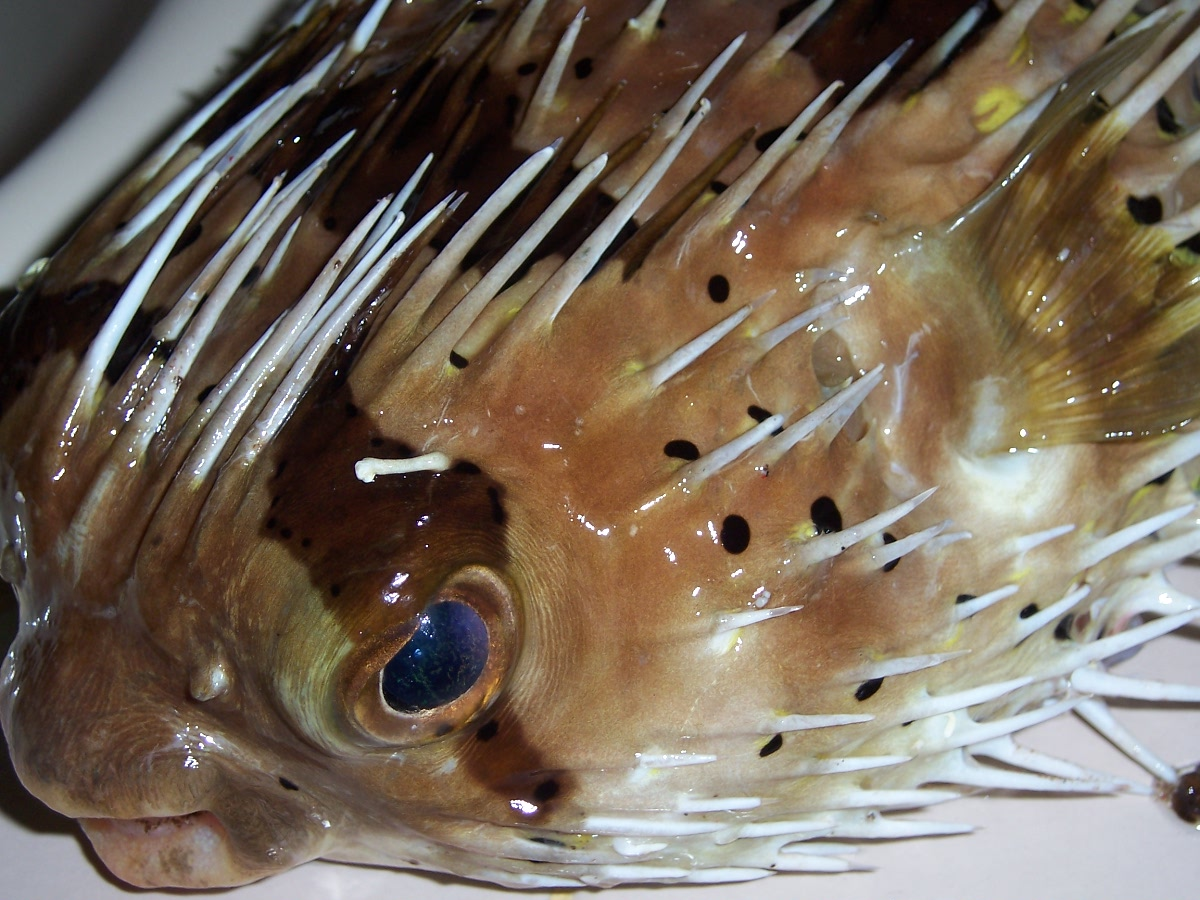
Diodon holocanthus

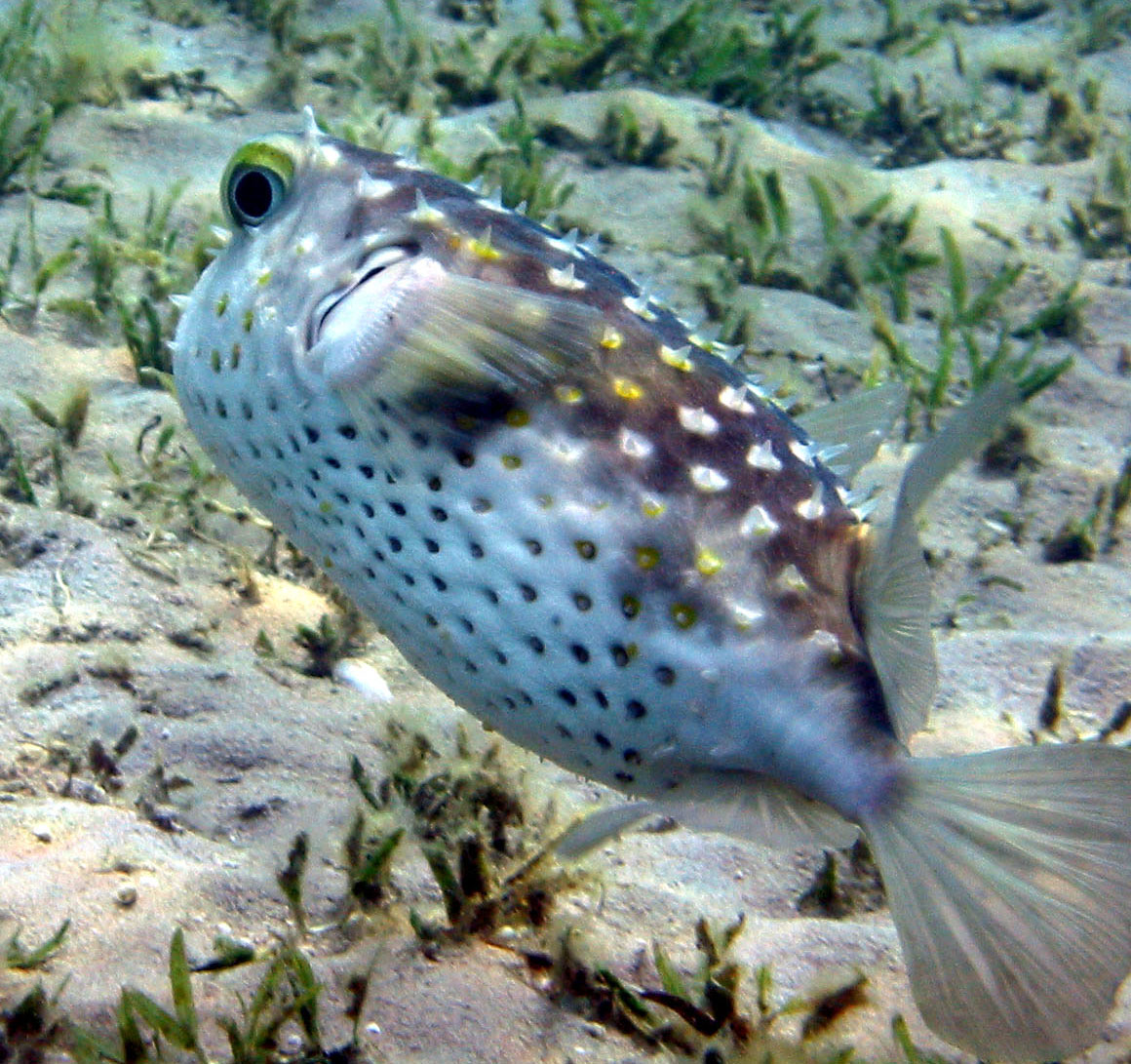
Cyclichthys spilostylus

A sünhalfélék (Diodontidae) a csontos halak (Osteichthyes) főosztályának sugarasúszójú halak (Actinopterygii) osztályába, ezen belül a gömbhalalakúak (Tetraodontiformes) rendjébe tartozó család.

## Előfordulásuk
A sünhalfélék a világ trópusi tengereiben főként korallzátonyokon élnek. A tengeráramlatok olykor a mérsékelt égövi tengerekbe is elsodorják őket. A sünhalaknak nemigen van gazdasági jelentőségük, csak az emléktárgykészítők tevékenysége fenyegeti őket. Japánban a sünhalakat csemegének tartják.

## Megjelenésük
Eme halak hossza többnyire 30 centiméter, legfeljebb 90 centiméter. A tüskék hossza legfeljebb 5 centiméter. Legtöbbjüknek világos az alapszínük, és sötét foltok díszítik. Fejük lekerekített, az ajak csőrszerűen előredomborodik. Mindkét állkapocsban egy-egy szilárd fogazott lemez ül, melyekkel a hal korallágakat harap le a zátonyról, vagy darabokat tör le a kagylóhéjból. A pikkelyekből módosult tüskék egyes fajoknál merevek, míg másoknál mozgathatók. Úszóik kicsik és gyengék. A sünhalak rossz úszók, és tehetetlenek a tengeráramlatokkal szemben. Ennek ellenére élénken és ügyesen mozognak a vízben. Rezgő uszonyaikkal bárhova elmanővereznek. Ha nem fenyegeti veszély, a sünhalak ernyedt tüskéi szorosan a testükre simulnak. Ha megzavarják, a halak csaknem pukkadásig teleszívják a gyomrukat vízzel. A sünhalfélék, a bőrükben és a májukban méreganyagot termelnek.

## Életmódjuk
A sünhalfélék magányosak, és általában a korallzátonyokon élnek. Táplálékuk puhatestűek, korallágacskák és soksertéjű gyűrűsférgek.

## Szaporodásuk
Részleteiben nem ismerjük a szaporodásmódjukat, valószínűleg a nyílt vízbe bocsátják ivarsejtjeiket. Az ikrából a szülők kicsinyített mása kel ki.

## Rendszerezés
A családba az alábbi nemek és fajok tartoznak
- Allomycterus
  - Allomycterus pilatus
  - Allomycterus whiteleyi

- Chilomycterus
  - Chilomycterus affinis
  - Chilomycterus antennatus
  - Chilomycterus antillarum
  - Chilomycterus atringa
  - Chilomycterus geometricus
  - Chilomycterus reticulatus
  - csíkos sünhal – (Chilomycterus schoepfii)
  - Chilomycterus spinosus

- Cyclichthys
  - Cyclichthys hardenbergi
  - Cyclichthys orbicularis
  - Cyclichthys spilostylus

- Dicotylichthys
  - Dicotylichthys punctulatus

- Diodon
  - Diodon eydouxii
  - kis sünhal – (Diodon holocanthus)
  - sünhal – (Diodon hystrix)
  - feketefoltos sünhal – (Diodon liturosus)
  - Diodon nicthemerus

- Lophodiodon
  - Lophodiodon calori

- Lyosphaera
  - Lyosphaera globosa

- Tragulichthys
  - Tragulichthys jaculiferus